# Nowa Zbelutka
Nowa Zbelutka est une localité polonaise de la gmina de Łagów, située dans le powiat de Kielce en voïvodie de Sainte-Croix.